# B. Traven
B. Traven, (n. 28 februarie 1882,, Schwiebus, provincia prusacă Brandenburg, d. 26 martie 1969, Mexico City, Mexic), scriitor german, multiplu autor de romane bestseller ecranizate, este după starea actuală de cunoaștere pseudonimul lăcătușului-mecanic și secretarului sindical Otto Feige. Numele real, data și locul nașterii lui B. Traven precum și amănunte despre viața sa, nu au fost nici până acum definitivate și în unanimitate acceptate. Multă vreme, singura certitudine a fost că B. Traven din 1924 a locuit în Mexic, țara în care se desfășoară subiectul majorității romanelor și povestirilor sale.

## Biografie
„Biografia mea este afacerea mea privată, pe care aș dori să o păstrez pentru mine.”
– B. Traven, 1926
Este cel mai misterios scriitor al secolului XX. Enigma care se află în spatele pseudonimului „B. Traven” a fost descifrată de reporterul BBC Will Wyatt în anul 1974, confirmată în lucrarea lui Jan-Christoph Hauschild (B. Traven - Die unbekannten Jahre (Anii necunoscuți), 2012): Identitatea cu actorul născut în San Francisco, Ret Marut (anagramat „Ratet rum”!, însemnând  „ghiciți”!), a fost bănuită deja în anii 30 ai secolului XX, acest nume fiind unul din pseudonimele sub care a început să scrie. Faptul că Ret Marut este de fapt fostul ucenic lăcătuș-mecanic Otto Feige din Schwiebus (azi Świebodzin în Polonia), acum este dovedit. Feige s-a născut în afara căsătoriei olarului Adolf Feige și al muncitoarei Hermine Wienecke (căsătoria părinților având loc după nașterea sa) și a crescut la bunici, fiind șase frați.
Din 1896 până în 1900 a terminat ucenicia ca lăcătuș-mecanic. Din 1901 până în 1903 și-a făcut serviciul militar la Bückeburg iar apoi a lucrat la Magdeburg din 1904 până în 1906. În vara anului 1906, a fost numit în cele din urmă director general al biroului administrativ din Gelsenkirchen al „Asociației germanilor de prelucrare a metalelor”.
În 1907, însă, și-a părăsit locul de muncă și profitând de cutremurul din San Francisco din 1906, și-a schimbat identitatea, invocând faptul că actele sale au fost distruse în cutremur astfel originea sa rămânând în ceață. După căderea republicii sovietelor (Räterepublik), Marut a fost arestat la 1 mai 1919. Cu toate acestea, el reușește să scape de o condamnare în instanță. În 1924 dispare fără urmă, dar ajuns la Londra, a fost arestat sub suspiciunea de spionaj, dar apoi a fost eliberat. Astăzi se știe că a sosit la Tampico, Mexic, cu un vapor în vara anului 1926, unde a fost înregistrat ca cetățean american, Berick Traven Torsvan.
A petrecut cea mai mare parte a vieții izolat de public, în Mexic, unde se petrece acțiunea majorității operelor sale. Cărțile sale sunt publicate la început în limba germană de editura Büchergilde Gutenberg. El comunica cu editorul doar prin căsuța poștală.

## Operele lui B. Traven

### Povestiri
- 1928 Der Busch (Editare nouă în 1958 cu titlul Der Banditendoktor):[10]
  - Die Auferweckung eines Toten
  - Indianertanz im Dschungel
  - Die Geburt eines Gottes
  - Die Geschichte einer Bombe
  - Die Dynamitpatrone
  - Die Wohlfahrtseinrichtung
  - Der Wachtposten
  - Familienehre
  - Der Eselskauf
  - Ein Hundegeschäft
  - Die Medizin
  - Vizita nocturnă (Der Nachtbesuch im Busch)

- 1930 extinsă cu următoarele povestiri:
  - Der aufgefangene Blitz
  - Spießgesellen
  - Der ausgewanderte Antonio
  - Diplomaten
  - Bändigung
  - Der Großindustrielle
  - Der Banditendoktor
  - Indianerbekehrung

- 1936 Sonnen-Schöpfung. Indianische Legende
- 1950 Macario

### Romane
- 1925 Culegătorii de bumbac (Salario amargo)
- 1926 Vasul morții (El barco de los muertos)
- 1927 Comoara din Sierra Madre (Der Schatz der Sierra Madre)
- 1928 Țara primăverilor (Land des Frühlings)
- 1929 Podul din junglă (Puente en la selva)
- 1929 Trandafirul alb (La rosa blanca)

- Seria „Caoba” (cunoscut ca ciclul „Mahon”):
  - 1931 Careta (Der Karren)
  - 1931 (Regierung)
  - 1933 (Der Marsch ins Reich der Caoba)
  - 1936 (Trozas)
  - 1936 Răscoala spânzuraților (Die Rebellion der Gehenkten)
  - 1940 Un general venit din junglă (Ein General kommt aus dem Dschungel

Traduceri în limba română
- Traven, B. Trandafirul Alb. Tradus de Mihail Vulpeș. București, (interbelic): Editura: Capitol,. p. 324.
- Traven, B. Vasul morții.  Istorisirea unui marinar american. București, 1962: Editura: pentru Literatura Universala,. p. 312.
- Traven, B. Vasul morții. Tradus de Tudor Mihail, Ilustrator: Jules Perahim. București, 1964: Editura: pentru Literatura Universala,. p. 310.
- Traven, B. Răscoala spânzuraților. Tradus de Eugen Marian. Editura: Gorjan,. p. 388.
- Traven, B. Vizită nocturnă. București, 1971: Editura: Univers, Colecția: Meridiane. p. 172.
- Traven, B. Comoara din Sierra Madre. București, 1973: Editura: Meridiane, Colecția: Delfin. p. 250.
- Traven, B. Podul din junglă. București, 1979: Editura: Univers, Colecția: Globus. p. 247.
- Traven, B. Comoara din Sierra Madre. Tradus de Corneliu Golopentia. București, 1992: Editura: Universul Familiei, Colecția:. p. 208.

## Ecranizări
- 1947 Comoara din Sierra Madre, (The Treasure of the Sierra Madre ), regia John Huston;
- 1954 Răscoala spânzuraților, (La rebelión de los colgados), regia Alfredo B. Crevenna și Emilio Fernández (nemenționat);
- 1956 Canasta, (Canasta de cuentos mexicanos ), regia Julio Bracho;
- 1957 Der Banditendoktor, regia Peter A. Horn film TV;
- 1959 Vasul morții, (Das Totenschiff), regia Georg Tressler, cu Horst Buchholz și Elke Sommer;
- 1960 Macario, (Macario), regia Roberto Gavaldón;
- 1961 Trandafirul Alb, (Rosa blanca), regia Roberto Gavaldón; (după romanul "La Rosa Blanca");
- 1970 Podul din junglă (The Bridge in the Jungle), regia Pancho Kohner;
- 1986 Răscoala spânzuraților (La rebelión de los colgados), regia Juan Luis Buñuel;